# Кривотинська сільська рада
Кривотинська сільська рада — колишня адміністративно-територіальна одиниця та орган місцевого самоврядування у Ємільчинському районі Коростенської і Волинської округ, Київської і Житомирської областей Української РСР та України з адміністративним центром у с. Кривотин.

## Населені пункти
Сільській раді були підпорядковані населені пункти:
- с. Кривотин
- с. Косяк
- с. Малий Кривотин
- с. Яменець

## Населення
Кількість населення ради, станом на 1923 рік, становила 3 017 осіб, кількість дворів — 595.
Кількість населення сільської ради, станом на 1924 рік, становила 2 985 осіб (з перевагою населення німецької та польської національностей), дворів — 541.
Кількість населення ради, станом на 1931 рік, становила 2 728 осіб.
Відповідно до результатів перепису населення СРСР, кількість населення ради, станом на 12 січня 1989 року, становила 828 осіб.
Станом на 5 грудня 2001 року, відповідно до перепису населення України, кількість мешканців сільської ради становила 566 осіб.

## Склад ради
Рада складалась з 12 депутатів та голови.

### Керівний склад сільської ради
| ПІБ                    | Основні відомості                                                    | Дата обрання | Дата звільнення |
| ---------------------- | -------------------------------------------------------------------- | ------------ | --------------- |
| Тичина Любов Андріївна | Сільський голова, 1959 року народження, освіта, член Партії регіонів | 26.03.2006   | 31.10.2010      |
| Тичина Любов Андріївна | Сільський голова, 1959 року народження, освіта вища, позапартійна    | 31.10.2010   |                 |

Примітка: таблиця складена за даними джерела

## Історія
Створена 1923 року, в складі слобід Кривотин, Яменець та колоній Близниця, Косяк, Крупошин і Стовпецька Емільчинської волості Новоград-Волинського повіту Волинської губернії. 7 березня 1923 року увійшла до складу новоствореного Емільчинського району Коростенської округи. 25 січня 1926 року колонії Косяк та Стовпецька виділені в окрему, Косяцьку сільську раду Емільчинського (згодом — Ємільчинський) району. 5 лютого 1933 року, відповідно до постанови Київського облвиконкому «Про переведення Колцько-Кривотинської сільради Лугинського району до Кривотинської сільради Емільчинського району», до складу ради включено с. Колцький Кривотин (згодом — Малий Кривотин) та хутір Великоднє ліквідованої Колцько-Кривотинської сільської ради Лугинського району Коростенської округи. На 1 жовтня 1941 року х. Великоднє не значився на обліку населених пунктів.
Станом на 1 вересня 1946 року сільська рада входила до складу Ємільчинського району Житомирської області, на обліку в раді перебували села Кривотин, Малий Кривотин та хутори Близниця, Крупошин і Яменець.
11 серпня 1954 року, відповідно до указу Президії Верховної ради Української РСР «Про укрупнення сільських рад по Житомирській області», до складу ради приєднано с. Косяк ліквідованої Косяцької сільської ради Ємільчинського району. 2 вересня 1954 року, відповідно до рішення Житомирського облвиконкому № 1087 «Про перечислення населених пунктів в межах районів Житомирської області», села Близниця, Крупошин та Яменець передані до складу Михайлівської сільської ради Ємільчинського району. 5 березня 1959 року, відповідно до рішення Житомирського облвиконкому № 161 «Про ліквідацію та зміну адміністративно-територіального поділу окремих рад області», Михайлівську сільську раду ліквідовано, села Близниця, Крупошин та Яменець повернуті в підпорядкування ради.
На 1 січня 1972 року сільська рада входила до складу Ємільчинського району Житомирської області, на обліку в раді перебували села Близниця, Кривотин, Косяк, Крупошин, Малий Кривотин та Яменець.
9 грудня 1985 року села Близниця та Крупошин зняті з обліку населених пунктів.
Припинила існування 14 листопада 2017 року через об'єднання до складу Ємільчинської селищної територіальної громади Ємільчинського району Житомирської області.